# 质量控制圈
QCC（英語：Quality Control Circle，中文译成“品質控制圈”或“品管圈”）是同一工作单元或工作性质相关联的人员自动自发或被逼著组织起来，通过科学运用各种工具手法，持续地进行效率提升、降低成本、提高产品品質等业务的小组。
像这样由若干员工组成的品質改进或自我改进的小组被称为品質管理小组或QC小组。

## 起源
于1962年首创于日本，由日本科学技术联盟（JUSE, Japanese Union of Scientists and Engineers）在为一线员工中推行提高品質的工具和方法，发行了相关的杂志，在日本取得成功后，先后由70多个国家引进了QCC品質活动。

## 角色
- 圈长
- 圈员
- 辅导员
- 总圈长